# 威廉·沃爾頓
威廉·特纳·沃尔顿爵士，OM（英語：Sir William Turner Walton，1902年3月29日—1983年3月8日），英国作曲家、指挥家。生于兰开夏郡奥尔德姆（今属大曼彻斯特郡）。少年时代进入牛津大教堂合唱团，青年时代曾在伦敦爵士乐俱乐部弹奏钢琴，同时进行创作。他的音乐创作基本上是靠自学的。其风格深受斯特拉文斯基和普罗科菲耶夫影响。他的成名作品是为诗人伊迪丝·西特韦尔（Edith Sitwell）的诗歌《门面》（Façade）谱写的背景音乐。

## 音乐
沃尔顿早期的作品（如《门面》）比较激进，但是不久之后他的风格趋向保守，尤其是他的电影配乐和皇家仪式音乐，充满了埃尔加特色的贵族风范。其中包括1931年他根據聖經但以理書部份內容而創作的清唱劇《伯沙撒王的宴會》，此曲亦成為他繼《门面》後另一首為世人所認識的作品。及後他同時有份參电影配乐，最有名的包括曾获得奥斯卡最佳影片奖的《哈姆雷特》的配乐。劳伦斯·奥利维尔是他的重要合作伙伴。他的两部交响曲是音乐会上经常上演的作品。他为大提琴、中提琴和小提琴各写了一部协奏曲。
沃爾頓晚年主要是為其早期作品進行修改或重新配器。他曾多次嘗試為指揮家安德烈·普列文譜寫第三交響曲，但最後都放棄。在世時，他對指責他的音樂過於保守及不合時宜的評論而耿耿於懷。但他死後，人們重新評價他的音樂，認為他的音樂表露強烈但吸引人的個人主義色彩。